# Forte da Ponta da Vigia
O Forte da Ponta da Vigia localizava-se no alto da ponta da Vigia, atual morro do Leme, no bairro do Leme, Zona Sul da cidade e no litoral do estado do Rio de Janeiro, no Brasil.

## História
São consideradas várias origens para a primitiva fortificação da antiga Ponta da Vigia:
- a ocupação do alto do morro do Leme teria se registrado após a invasão francesa de 1711, quando ali foi instalado um posto de vigia, com uma pequena peça de artilharia, para avisar sobre a aproximação de navios. Essa posição era acessada a partir da garganta que permitia a passagem entre Copacabana e Botafogo.
- SOUZA (1885) refere que o Vice-rei D. Luís de Almeida Portugal (1769-1779), fez levantar várias fortificações para a defesa ao sul da barra da baía de Guanabara, reforçadas à época da Independência do Brasil (1822). Na praia de Copacabana relaciona os seguintes pontos: o desfiladeiro do Leme, o forte abaixo deste desfiladeiro, a ponta da Vigia, e a ponta do Anel. Todos estes pontos teriam sido desarmados e desguarnecidos durante o Período Regencial (op. cit., p. 112), através do Decreto de 24 de Dezembro de 1831.
- constituiu-se, possivelmente, numa das obras propostas para a defesa do Rio de Janeiro pelo Brigadeiro Engenheiro Jacques Funck entre 1767-1769.

A primeira referência documental à sua existência é o "Relatório do Marquês de Lavradio, Vice-Rei do Rio de Janeiro, entregando o Governo a Luiz de Vasconcellos e Souza, que o sucedeu no vice-reinado", datado do Rio de Janeiro em 19 de Junho de 1779, que informa: "Construí outros redutos no sítio de S. Clemente e Leme para defender os desembarques e passagens da Copa-Cabana, e da Lagoa de Rodrigo de Freitas." (p. 428) (RIHGB, Tomo IV, 1842. p. 409-486). Ainda nesse período encontra-se relacionada como uma "bateria de terra e faxina" no "Mapa das Fortificações da cidade do Rio de Janeiro e suas vizinhanças", que integra as "Memórias Públicas e Econômicas da cidade de São Sebastião do Rio de Janeiro para uso do Vice-Rei Luiz de Vasconcellos, por observações curiosas dos anos de 1779 até o de 1789" (RIHGB, Tomo XLVII, partes I e II, 1884. p. 34). Este segundo documento (mapas e tabelas) originalmente devia se encontrar em apenso ao primeiro.
Admite-se, deste modo, que aquele trecho do litoral sul da barra da Guanabara foi defendido, à época, por uma série de fortificações: a primeira em posição dominante no acesso, a segunda na baixada, provavelmente na altura da atual Rua República do Peru, a terceira em posição dominante na Ponta da Vigia e a quarta, na baixada, na ponta do Anel, cujo topo se encontra terraplanado, carecendo de pesquisa arqueológica. Observe-se que o acesso à região de Copacabana era feito, até à abertura do Túnel de Real Grandeza (6 de Julho de 1892, atual Túnel Alaor Prata, mais conhecido como "Túnel Velho"), a partir de Botafogo, pela Ladeira do Leme, que atualmente se inicia na Av. Carlos Peixoto e termina na Praça Cardeal Arcoverde. O acesso na crista da elevação era defendido por um troço de muralha no qual se rasgava um portão de pedra, onde hoje se observam os remanescentes de dois arcos, mais modernos, em avançado estado de degradação.
A fortificação na ponta da Vigia, situada a aproximadamente cem metros acima do nível do mar, tinha a função de vigia (mirante), alertando as fortificações vizinhas da aproximação de embarcações pelo sul da barra da baía da Guanabara.
Com relação à passagem de "Tiradentes" por esta fortificação, os "Autos da Devassa" informam que Joaquim José da Silva Xavier (1746-92) - o Tiradentes - "sentou praça em 1 de dezembro de 1775" na 6ª Companhia do Regimento de Cavalaria Regular da Capitania de Minas Gerais, no posto de alferes, percebendo um soldo de 24$000 (vinte e quatro mil réis), do qual firmou recibo (Autos da Devassa da Inconfidência Mineira (2ª ed.). Brasília: Câmara dos Deputados; Belo Horizonte: Imprensa Oficial de Minas Gerais, 1976-1983 (10 vol.), vol. 10, p. 10, apud: OLIVEIRA, Almir. O Alferes Tiradentes. Revista Correio Filatélico. Ano 16, Março/Abril 1992, nr. 135. p. 27). Entre 1776 e 1779 a defesa do Rio de Janeiro foi reforçada com efetivos de outras regiões, ante a ameaça de um possível ataque de forças espanholas, em ofensiva no Sul da Colônia. JARDIM (1989) informa que a amizade entre o Alferes Joaquim José e o então Major da Guarda dos Vice-Reis Francisco de Paula Freire de Andrade "nascera no Rio de Janeiro, quando em 1779 lá se encontraram, estando Tiradentes e Francisco de Paula designados para conduzir soldados aos Sul do país." (p. 49). O mesmo autor complementa que Tiradentes: "Entre 1778 e 1779 ainda continuava no Rio, servindo nas forças de defesa contra as ameaças externas. Em sua companhia estavam o Ten Cel Francisco de Paula Freire de Andrade e o Capitão Francisco Antônio de Oliveira Lopes; ficaram em Copacabana. (…)" (p. 69). Confirma-se assim o episódio, uma vez que as quatro estruturas defensivas relacionadas por SOUZA (1885:112) se concentravam em torno e no morro do Leme.
Data desse período uma planta que indica a artilharia do forte à época - duas peças de calibre 16, duas de 12, cinco de 9 e duas de 2 -, assim como o reforço de que necessitava: mais cinco dos calibres 16, 12 e 9 (In: "Plano do Forte do Leme, destinado a defender os dezembarques, que se fizerem nas praias da Copa Cabana: em que se se mostrão os Calibres dos differentes canhoens, que o guarnessem; como também dos que lhe faltão proporcionados a os fins para que devem laborar; nos lados em que vão determinados. Hua linha de pontinhos tirada do centro das Canhoeiras com o numero arithmetico no extremo significa o Calibre da Peça que ali deve haver.", 1789).
O Vice-Rei, D. José Luís de Castro (1790-1801), determinou retirar a sua guarnição, por razões de economia, em 1791.
No contexto da Guerra da independência do Brasil (1822-1823), o Forte da Espia, ou Forte da Ponta do Leme como também foi conhecido à época, foi artilhado com cinco peças (1823), das quais três se encontram atualmente ornamentando a entrada do forte.
A viajante inglesa Maria Graham, assim descreveu a fortificação:
"Depois que voltei, juntei-me a um alegre grupo num passeio a cavalo a Copacabana, pequena fortaleza que defende uma das baías atrás da Praia Vermelha e de onde se pode ver algumas das mais belas vistas daqui. As matas das vizinhanças são belíssimas e produzem grande quantidade de excelente fruta chamada cambucá, e nos morros o gambá e o tatu encontram-se frequentemente." (GRAHAM, Maria. Diário de uma viagem ao Brasil, 1824).
No contexto da Questão Christie (1862-1865), SOUZA (1885) informa que, em 1863, foram projetadas e tiveram início, duas obras aos lados da ponta do Anel:
- uma com o nome "Guanabara" (Forte Guanabara), fronteira à ilha de Cotunduba, onde existiam vestígios de antigas trincheiras, destinada a cruzar fogos com a Fortaleza de Santa Cruz da Barra; e
- outra no lugar da antiga Vigia ou Espia (Forte da Ponta da Vigia), para varrer com a sua artilharia a "extensa praia" (atuais praia do Leme e de Copacabana).

A fortificação do Leme, efetivamente, encontra-se relacionada entre as defesas do setor Sul ("Fortificações de Copacabana") no "Mapa das Fortificações e Fortins do Município Neutro e Província do Rio de Janeiro" de 1863, no Arquivo Nacional (CASADEI, 1994/1995:70-71).
Ambas as obras haviam sido suspensas, defendendo SOUSA, à época (1885), a sua conservação, retomada e conclusão (op. cit. p. 112).
Após a Proclamação da República Brasileira, passou a se chamar Forte do Leme em 1895.
BARRETTO (1958) informa que o forte foi abandonado, encontrando-se em ruínas quando foi iniciado o Forte Duque de Caxias (op. cit., p. 247).